# Лапінуж-Румункі
Лапінуж-Румункі (пол. Łapinóż-Rumunki) — село в Польщі, у гміні Вомпельськ Рипінського повіту Куявсько-Поморського воєводства.
У 1975—1998 роках село належало до Торунського воєводства.